# Кана (ера)
Кана (寛和) је јапанска ера (ненко) која је настала после Еикан и пре Еиен ере. Временски је трајала од априла 985. до априла 987. године и припадала је Хејан периоду. Владајући цареви били су Казан и Ичиџо.

## Важнији догађаји Кана ере
- 986. (Кана 2, шести месец): Казан абдицира и одлази у храм Казан-џи (по ком касније добија постхумно име) где постаје будистички монах. Његово ново име је Њукаку.[3]
- 23. август 986. (Кана 2, шеснаести дан седмог месеца): Једанестогодишњи Ијасада, касније цар Ичиџо, проглашен је наследником трона.[3][4]